# Naleraq
Naleraq, før Partii Naleraq, er et grønlandsk politisk parti, stiftet 8. marts 2014. Det har især markeret sig som en fortaler for hurtig grønlandsk selvstændighed.

## Politiske synspunkter
Naleraq går ind for en hurtig grønlandsk selvstændighed fra Danmark. Derudover lægger partiet vægt på velfærd og lighed i befolkningen.

## Historie
Partiet blev stiftet af tidligere landsstyreformand i Grønland Hans Enoksen fra partiet Siumut. Enoksen var formand for Naleraq frem til 21. juni 2022, hvor han trak sig fra posten af personlige årsager. Pele Broberg blev valgt til ny formand 25. juni 2022 uden modkandidater.
Ved Landstingsvalget 2014 fik partiet 11,6 % af stemmerne og tre pladser i Landstinget. Ved valget i 2018 fik det 13,4 % svarende til fire pladser, og ved i 2021 12,2 %, stadigt svarende til fire pladser. Valget blev vundet af Inuit Ataqatigiit (IA), der efterfølgende valgte at invitere Naleraq i regeringen.
Kort før valget i 2021 skiftede partiet navn og logo til det nuværende.
Partiet er fra februar 2025 repræsenteret i Folketinget efter at Aki-Matilda Høegh-Dam, der var valgt ind for Siumut, skiftede fra dette parti til Naleraq.

## Valgresultater

### Landstinget
| Valg | Leder        | Stemmer | %         | Sæder  | ± |
| ---- | ------------ | ------- | --------- | ------ | - |
| 2014 | Hans Enoksen | 3.423   | 11.6 (#4) | 3 / 31 | 3 |
| 2018 | Hans Enoksen | 3.931   | 13.4 (#4) | 4 / 31 | 1 |
| 2021 | Hans Enoksen | 3.249   | 12.2 (#4) | 4 / 31 | 0 |
| 2025 | Pele Broberg | 7.009   | 24.5 (#2) | 8 / 31 | 4 |

### Folketinget
| Valg | Stemmer | %        | Mandater | ±         |
| ---- | ------- | -------- | -------- | --------- |
| 2015 | 962     | 4.7 (#5) | 0 / 2    | Nyt parti |